# Râul Valea Hotarului, Bădeni
Râul Valea Hotarului este un curs de apă, afluent al râului Bădeni.